# Sonnberg (Gemeinde Guttaring)
Sonnberg ist eine für ihren ehemaligen Kohlebergbau bekannte Ortschaft in der Gemeinde Guttaring im Bezirk Sankt Veit an der Glan in Kärnten (Österreich). Die Ortschaft hat 4 Einwohner (Stand 1. Jänner 2025).

## Lage
Sonnberg liegt im Westen der Gemeinde Guttaring, im Süden der Katastralgemeinde Guttaringberg, am Südrand des Guttaringer Berglands, etwa 1 km westlich des Gemeindehauptorts Guttaring und etwa 2 ½ km nordöstlich von Althofen.

## Namenkundliches
1299 als „Sunnenberch“ erstmals urkundlich erwähnt,
leitet sich der Ortsname, so der Sprachforscher Heinz-Dieter Pohl, von „der sonnseitigen Lage“ ab.

## Geschichte
Auf dem Gebiet der Steuergemeinde Guttaringberg liegend, gehörte Sonnberg in der ersten Hälfte des 19. Jahrhunderts zum Steuerbezirk Althofen (Herrschaft und Landgericht). Bei Gründung der Ortsgemeinden 1850 kam der Ort an die Gemeinde Guttaring. Die historisch vergleichsweise höhere Anzahl von Einwohnern war vielfach in heute nicht mehr existierenden Baracken untergebracht.

## Kohlebergbau
Ab 1773 wurde in Sonnberg zeitweise Glanzbraunkohle aus dem Eozän abgebaut, zunächst für ein Alaunwerk und zur Eisensulfat-Erzeugung. Diese historischen Produkte waren wiederum relevant als Gerb- und Beizmittel. Ab 1870 baute die Silberegger Brauerei ab, in einer Größenordnung von zunächst nur etwas mehr als 100 t pro Jahr, ab der zweiten Hälfte der 1870er Jahre etwa 1 000 t pro Jahr. Nach mehreren Eigentümerwechseln kaufte 1907 die Feldkirchener Holzhandelsfirma Nikolaus Palese & Co den Betrieb. Es existieren historische Aufnahmen des Sonnberg- und des Antoniusschachtes. Sie steigerte die Produktion auf 14 000 t im Jahr 1911 und errichtete eine von Sonnberg zum Bahnhof von Treibach-Althofen führende Drahtseilbahn. Das Unternehmen schlitterte aber durch Fehlspekulationen in eine spektakuläre Insolvenz und riss durch Betrügereien die Klagenfurter Zentralkasse der Landwirtschaftlichen Genossenschaften gleich mit. 1913 erwarben die Treibacher Chemischen Werke den Bergbau Sonnberg und gewannen Kohle für den Bedarf des Treibacher Werks. 1919 wurde das Vorkommen der Lagerstätte auf 600 000 t geschätzt. 1922 kam die Austro-American Magnesite Company in den Besitz des Kohlebergbaus und modernisierte den Betrieb. Für den Eigenbedarf dieses Industriebetriebs wurden jährlich etwa 20 000 t abgebaut, wofür etwa 150 Arbeiter (Stand 1927) beschäftigt waren. 1939 war die Lagerstätte weitgehend erschöpft und der Abbau wurde eingestellt.
Der Sonnberg gilt durch seinen Bergbau als Entdeckungsstätte des fossilen Harzes Rosthornit.

## Bevölkerungsentwicklung

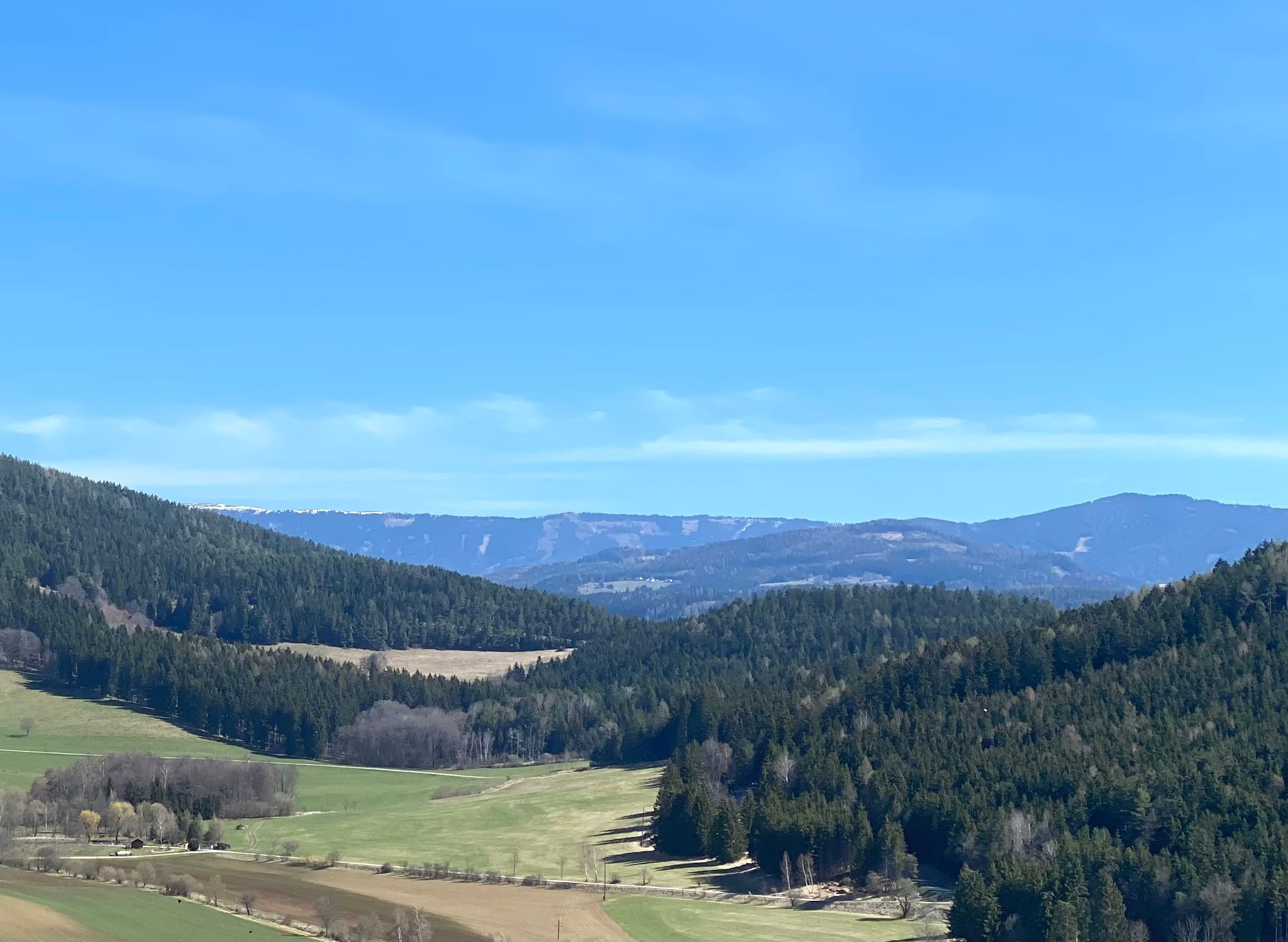
Sonnberg von Althofen aus gesehen (April 2022)

Für die Ortschaft ermittelte man folgende Einwohnerzahlen:
- 1869: 6 Häuser, 42 Einwohner[9]
- 1880: 5 Häuser, 39 Einwohner[10]
- 1890: 5 Häuser, 40 Einwohner[11]
- 1900: 7 Häuser, 48 Einwohner[12]
- 1910: 7 Häuser, 42 Einwohner[13]
- 1923: 8 Häuser, 58 Einwohner[14]
- 1934: 44 Einwohner[15]
- 1961: 8 Häuser, 53 Einwohner[16]
- 2001: 2 Gebäude (davon 2 mit Hauptwohnsitz) mit 2 Wohnungen; 6 Einwohner und 0 Nebenwohnsitzfälle; 2 Haushalte; 0 Arbeitsstätten, 1 land- und forstwirtschaftlicher Betrieb[17]
- 2011: 2 Gebäude, 6 Einwohner, 2 Haushalte, 1 Arbeitsstätte[18]
- 2021: 2 Gebäude, 4 Einwohner, 2 Haushalte, 1 Arbeitsstätte[19]